# Death Certificate
| Recensione                    | Giudizio |
| ----------------------------- | -------- |
| AllMusic                      | [ 1 ]    |
| Chicago Sun-Times             | [ 3 ]    |
| Robert Christgau              | C+       |
| Entertainment Weekly          | A−       |
| Los Angeles Times             | [ 6 ]    |
| Pitchfork                     | [ 7 ]    |
| Rolling Stone                 | [ 8 ]    |
| The Rolling Stone Album Guide | [ 9 ]    |
| Select                        | [ 10 ]   |
| The Source                    | [ 11 ]   |

Death Certificate è il secondo album del rapper statunitense Ice Cube, pubblicato nel 1991 dalla Priority Records. Il disco è stato ripubblicato in occasione del suo venticinquesimo anniversario dalla Interscope Records con delle tracce aggiuntive. Il disco originale venne preordinato in oltre un milione di copie e a fine anno fu certificato disco di platino dalla RIAA.
L'album ottiene un forte successo nonostante le aspre critiche a causa dei contenuti politici e razzisti e i riferimenti espliciti riguardanti temi molto controversi quali lo spaccio, la profilazione razziale e il diritto di detenere e usare armi da fuoco. Nel 2003 l'album è ripubblicato dalla Priority con l'aggiunta della traccia How to Survive in South Central, già utilizzata in precedenza nel 1991 per la colonna sonora del film Boyz N The Hood. Il disco presenta anche il dissing No Vaseline, rivolto ai singoli componenti del suo ex gruppo, gli N.W.A.
Molte riviste specializzate hanno inserito Death Certificate tra i migliori dischi del 1991 (tra cui The Village Voice e New Musical Express) e tra i migliori album hip hop di sempre (tra cui MTV e The Source).

## Descrizione
Le sedute di registrazione di Death Certificate cominciarono alla fine del 1990, e si protrassero per gran parte del 1991. Mentre incideva l'album, Ice Cube era anche coinvolto in molti altri progetti, inclusi l'album di debutto della rapper Yo-Yo Make Way for the Motherlode, I Wish My Brother George Was Here di suo cugino Del tha Funkee Homosapien, e cosa più importante di tutte, il suo esordio cinematografico, Boyz n the Hood - Strade violente, nel quale recitava come co-protagonista insieme a Cuba Gooding Jr. e Laurence Fishburne. In maniera simile ad AmeriKKKa's Most Wanted, Ice Cube fu molto attivo nella produzione del disco. A differenza del precedente lavoro, che aveva incluso il contributo della The Bomb Squad, Death Certificate include sonorità leggermente più vicine al sound della West Coast, con un forte uso di campionamenti funk e soul anni settanta.

### Contenuti
Mentre era impegnato nella registrazione di Death Certificate, è stato detto che Ice Cube si affiliò alla Nation of Islam, fatto che ebbe un grande impatto sulla maggior parte del materiale incluso sul disco, sebbene egli abbia negato in seguito di essere mai entrato a far parte dell'organizzazione. Death Certificate venne organizzato in due elementi tematici separati, e si apre con la spiegazione dello stesso Cube: «The Death Side: a mirror image of where we are today; The Life Side: a vision of where we need to go» ("The Death Side: un'immagine speculare di dove siamo oggi; The Life Side: una visione di dove dobbiamo andare"). La prima metà, quindi, è piena di storie di spaccio di droga, prostituzione e violenza come ci si aspetterebbe da un album gangsta rap del 1991, ma anche la seconda parte è piena di brani duri e controversi come Black Korea, I Wanna Kill Sam, True to the Game e No Vaseline.
La traccia A Bird in the Hand lamenta la lenta discesa di un giovane nella vita criminale, che diventa uno spacciatore per la sopravvivenza economica:
For decent shelter and clothes on my back?

Or should I just wait for help from Bush?

Or Jesse Jackson and Operation PUSH»
Per un riparo decente e dei vestiti da indossare?

O dovrei solo aspettare l'aiuto di Bush?

O di Jesse Jackson e dell'Operation PUSH»
(A Bird in the Hand, Ice Cube)
La controversa Black Korea minaccia rivolte e incendi dolosi in risposta alla proliferazione dei negozi di alimentari gestiti da coreani nei ghetti neri degli Stati Uniti. La traccia è stata vista come una sorta di risposta per l'omicidio di Latasha Harlins, una quindicenne afroamericana uccisa a colpi di arma da fuoco da una negoziante coreana, il 16 marzo 1991, in un alterco per una bottiglia di succo d'arancia. Poiché la pubblicazione della traccia anticipò i disordini di Los Angeles del 1992, durante i quali molti negozi di coreani-americani furono presi d'assalto, saccheggiati e incendiati, Ice Cube fu accusato di incitamento alla violenza razziale da parte degli afroamericani nei confronti degli asiatici.
Il brano Look Who's Burnin' racconta dei pericoli delle infezioni sessualmente trasmettibili nel ghetto, mentre Alive on Arrival narra la storia di un giovane uomo coinvolto in una sparatoria tra gang che finisce per morire dissanguato in un pronto soccorso mentre viene interrogato dalla polizia. Color Blind predica la neutralità e la fratellanza tra le gang malavitose, come Bloods e Crips. Anche se il precedente album di Ice Cube aveva evitato attacchi diretti al suo ex gruppo N.W.A, Death Certificate contiene i brani diss True to the Game e soprattutto No Vaseline, indirizzati esplicitamente ai suoi ex compagni di band e al loro manager Jerry Heller.

## Pubblicazione
L'album fu pubblicato il 29 ottobre 1991 negli Stati Uniti. Il disco fu anticipato da oltre un milione di copie in prevendita. Death Certificate debuttò direttamente alla posizione numero 2 nella classifica Billboard 200, vendendo 105,000 copie nella prima settimana. Fu il primo album di Ice Cube a debuttare nella top-ten statunitense. Il disco inoltre arrivò in vetta alla classifica Top R&B/Hip-Hop Albums. Il 20 dicembre 1991 l'album è stato certificato disco di platino dalla Recording Industry Association of America (RIAA) con vendite di oltre un milione di copie.
Nel 2003 la Priority Records ha ristampato Death Certificate includendo la bonus track How to Survive in South Central, originariamente apparsa nella colonna sonora del film Boyz n the Hood.
Il 9 giugno 2017, in occasione del venticinquesimo anniversario dalla sua uscita, l'album è stato ristampato dalla Interscope Records con l'aggiunta di vario materiale extra.

## Controversie
Nel 1991 la Oregon Liquor Control Commission vietò un manifesto pubblicitario per il liquore al malto St. Ides, che Ice Cube all'epoca sponsorizzava, il quale mostrava il rapper con in mano una lattina di St. Ides mentre con l'altra mano faceva un gesto tipico delle gang.
Nel numero del settembre 2006 di FHM, Ice Cube dichiarò in un'intervista di non rimpiangere nessuna delle controverse affermazioni fatte in Death Certificate.
A causa della canzone Black Korea, alcune associazioni, come la Southern Christian Leadership Conference e la National Korean American Grocers Association, accusarono Ice Cube di razzismo e proposero il boicottaggio del brano. In risposta alle polemiche, Ice Cube dichiarò: «Black Korea è la mia osservazione sulla situazione di come alcune aziende coreane trattano i clienti neri [...] Posso capire che alcune persone ascoltino i miei dischi al livello sbagliato. Voglio dire, il rap è più una cosa sul vantarsi della violenza. Non fai dischi rap che dicono, 'Yo, sono pazzo, quindi ti metterò addosso pressione finanziaria». Egli concluse specificando che la sua intenzione era stata quella di suscitare una risposta dalla comunità nera, non di terrorizzare tutti i negozianti coreani.
Volendo evitare boicottaggi e polemiche varie, soprattutto a causa delle leggi in vigore nel Regno Unito sull'incitamento all'odio razziale, dalla versione per il mercato britannico di Death Certificate furono eliminate le tracce Black Korea e No Vaseline. La Island Records, casa distributrice dell'album in Europa, tolse le tracce con il consenso della Priority Records, ma non di Ice Cube. «Siamo molto entusiasti di Ice Cube», disse il dirigente della Island Marc Marot, «ma a livello personale non potevo accettare quelle due canzoni. Capisco che l'autocensura dopo il caso N.W.A. ci metta in una strana posizione, ma non sosterremo il razzismo verso le minoranze o l'antisemitismo. Siamo giunti a un compromesso che è accettabile». Da allora le tracce sono state ripristinate nelle successive ristampe in CD dell'album disponibili nel Regno Unito.

## Tracce
The Dead Side
1. The Funeral (Intro) – 1:37 – Sir Jinx
2. The Wrong Nigga to Fuck Wit – 2:48 – Sir Jinx, Ice Cube
3. My Summer Vacation – 3:56 – Boogiemen, Ice Cube
4. Steady Mobbin' – 4:10 – Boogiemen, Ice Cube
5. Robin Lench (Interlude) – 1:13 – Boogiemen, Sir Jinx
6. Givin' Up the Nappy Dug Out – 4:15 – Boogiemen, Ice Cube
7. Look Who's Burnin' – 3:53 – Sir Jinx, Ice Cube
8. A Bird in the Hand – 2:17 – Boogiemen, Ice Cube
9. Man's Best Friend – 2:06 – Boogiemen, Ice Cube
10. Alive on Arrival – 3:11 – Boogiemen, Ice Cube
11. Death (featuring Khalid Abdul Muhammad) – 1:03 – Ice Cube

The Life Side
1. The Birth (featuring Khalid Abdul Muhammad) – 1:21 – Sir Jinx, Ice Cube
2. I Wanna Kill Sam – 3:22 – Sir Jinx, Ice Cube
3. Horny Lil' Devil – 3:42 – Boogiemen, Ice Cube
4. Black Korea – 0:46 – Sir Jinx, Ice Cube
5. True to the Game – 4:10 – Sir Jinx, Ice Cube
6. Color Blind (featuring Deadly Threat, Kam, the Maad Circle, King Tee & J-Dee) – 4:29 – Boogiemen, Ice Cube
7. Doing Dumb Shit – 3:45 – Boogiemen, Ice Cube
8. Us – 3:43 – Sir Jinx, Ice Cube
9. No Vaseline – 5:15 – Sir Jinx, Ice Cube

## Death Certificate 25th Anniversary Edition
1. Only One Me – 3:40
2. Good Cop, Bad Cop – 3:27 (musica: T-Mix)
3. Dominate the Weak – 4:06
4. The Funeral (Intro) – 1:37 (musica: Sir Jinx)
5. The Wrong Nigga to Fuck Wit – 2:48 (musica: Sir Jinx, Ice Cube)
6. My Summer Vacation – 3:56 (musica: Boogiemen, Ice Cube)
7. Steady Mobbin' – 4:10 (musica: Boogiemen, Ice Cube)
8. Robin Lench (Interlude) – 1:13 (musica: Boogiemen, Sir Jinx)
9. Givin' Up the Nappy Dug Out – 4:15 (musica: Boogiemen, Ice Cube)
10. Look Who's Burnin' – 3:53 (musica: Sir Jinx, Ice Cube)
11. A Bird in the Hand – 2:17 (musica: Boogiemen, Ice Cube)
12. Man's Best Friend – 2:06 (musica: Boogiemen, Ice Cube)
13. Alive on Arrival – 3:11 (musica: Boogiemen, Ice Cube)
14. Death (featuring Khalid Abdul Muhammad) – 1:03 (musica: Ice Cube)
15. The Birth (featuring Khalid Abdul Muhammad) – 1:21 (musica: Sir Jinx, Ice Cube)
16. I Wanna Kill Sam – 3:22 (musica: Sir Jinx, Ice Cube)
17. Horny Lil Devil – 3:42 (musica: Boogiemen, Ice Cube)
18. Black Korea – 0:46 (musica: Sir Jinx, Ice Cube)
19. True to the Game – 4:10 (musica: Sir Jinx, Ice Cube)
20. Color Blind (featuring Deadly Threat, Kam, the Maad Circle, King Tee & J-Dee) – 4:29 (musica: Boogiemen, Ice Cube)
21. Doing Dumb Shit – 3:45 (musica: Boogiemen, Ice Cube)
22. Us – 3:43 (musica: Sir Jinx, Ice Cube)
23. No Vaseline – 5:15 (musica: Sir Jinx, Ice Cube)

Durata totale: 72:15

## Classifiche

### Classifiche settimanali
| Classifica (1991)         | Posizione massima |
| ------------------------- | ----------------- |
| Stati Uniti               | 2                 |
| US Top R&B/Hip-Hop Albums | 1                 |
| Classifica (2015)         | Posizione massima |
| Stati Uniti               | 99                |

### Classifiche di fine anno
| Classifica (1992)         | Posizione massima |
| ------------------------- | ----------------- |
| Stati Uniti               | 63                |
| US Top R&B/Hip-Hop Albums | 25                |